# Kur Baga-kagan
Kur Baga-kagan byl šestý  vládce turkutského kaganátu (Turkuti), kterému vládl v letech 587-588 s titulem Baga-kagan. Kaganát založil Ašına klan v 6. století v původní vlastí Turků - severním Mongolsku. V době panování Baga-kagana vyznávali v Turkuti teismus a tengrismus.
Byl vnuk Ašına Tumena (Bumin), druhý syn Ašına Keloův (Kara Issik) a bratr Žutan Puliův (Žotan Puli) a Ašına Šetuův (Baga Išbara). Oplýval prý vtipem a inteligencí. Číňané ho popsali jako člověka s dlouhou bradou, nahrbeného, s řídkým obočím, světlýma očima a také jako statečného a odvážného válečníka. Jako kagan vládl pouze rok, v roce 588 padl v bitvě usmrcen šípem z rukou Bahrám Čóvéna (perský vojevůdce) během První persko-turecké války .

## Jména a tituly
- Kur Baga-kagan nebo jen Baga-kagan či Moche-kagan (čínsky v českém přepisu Moche kche-chan, pchin-jinem mòhe kěhàn, znaky 莫何可汗)
- osobní jméno Ašına Čullu (čínsky v českém přepisu A-š'-na Čchu-luo-chou, pchin-jinem āshǐnà chuluohòu, znaky 阿史那处罗侯) (†588) [pozn. 2]
- v Sásánovských zdrojích z 588/589 falešně nebo mylně nazýván Šāwa → Sāva → Sāba → Šáva-šách[1], (Šaba u at-Tabari) podle kterého [2] ho historici identifikovali jako Kur Baga nebo Baga,